# Silicène
Ne doit pas être confondu avec Silicyne.

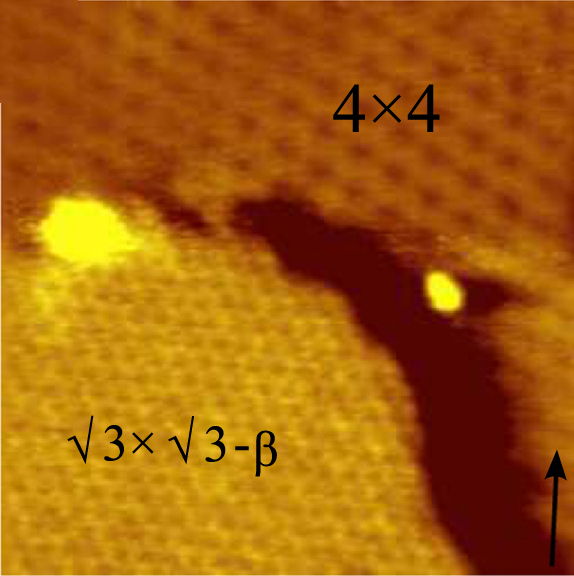
Images par STM de la première (4×4) et seconde (√3×√3-β) couche de silicène sur une surface d'argent. Taille de l'image 16×16 nm.

Le silicène est une forme allotropique du silicium. C'est un matériau bidimensionnel analogue au graphène et possédant beaucoup de ses propriétés. Il a été observé pour la première fois en 2010.

## Historique
Bien que dès 1994, des théoriciens aient envisagé l'existence du silicène et prédit certaines de ses propriétés,,,, des structures de silicium pouvant correspondre à ces prédictions n'ont été observées qu'à partir de 2009, grâce à la microscopie à effet tunnel,,. Des feuilles et des rubans de silicène auto-assemblés et déposés sur des monocristaux d'argent, examinés en résolution atomique, ont alors montré des hexagones en nids d'abeilles, dans une formation semblable à celle du graphène. Des calculs de DFT montrent que les atomes de silicium tendent en effet à former une telle structure sur un substrat d'argent, à condition de subir un léger gauchissement.

## Similitudes et différences avec le graphène
De même que le silicium et le carbone, situés l'un en dessous de l'autre dans le tableau périodique des éléments, partagent de nombreuses propriétés chimiques, mais présentent tout de même d'importantes différences, le silicène et le graphène diffèrent en particulier par leur organisation spatiale : le graphène est rigoureusement planaire, alors que les hexagones du silicène sont gauchis. Cette structure donne au silicène la propriété exceptionnelle d'avoir une bande interdite qu'on peut faire varier sans modification chimique du matériau, par exemple en lui appliquant un champ électrique extérieur. La réaction d'hydrogénation du silicène est également beaucoup plus exothermique que celle du graphène. Enfin, les liaisons covalentes entre atomes de silicium ne présentant pas de pi-empilement, les plans de silicène ne forment pas d'agrégats semblables au graphite.
Cependant, le silicène et le graphène ont des structures électroniques semblables. Ils présentent tous deux un cône de Dirac et une dispersion électronique linéaire autour du point K. Ils présentent également tous deux un effet Hall quantique de spin.

## Modifications de la bande interdite
Contrairement au cas du graphène, les premières études du silicène ont montré que divers dopants permettaient d'ajuster la bande interdite du système. Cela permet d'envisager la fabrication de composants électroniques demandant des bandes interdites spécifiques ; Il a été montré que la largeur de cette bande peut être amenée à un minimum de 0,1 eV, considérablement inférieur à la valeur (0,4 eV) des transistors traditionnels à effet de champ (FET).
Induire un dopage de type N dans la structure du silicène demande l'utilisation d'un métal alcalin. En variant les quantités de ce métal, il est possible de modifier la largeur de bande, et d'obtenir au maximum une largeur de 0,5 eV (mais alors, le voltage d'entrée doit être porté à 30 V). Ce dopage ne peut produire que des semi-conducteurs de type N, mais il a été constaté qu'un dopage avec des atomes d'iridium permet de créer des jonctions de type P. Enfin, le platine (Pt) permet de créer des structures de type I, ce qui permettrait au silicène de jouer un rôle de remplacement de tous les composants électroniques.
La dissipation d'énergie au sein des transistors à effet de champ à grille métal-oxyde (MOSFET) traditionnels est un goulot d'étranglement pour la nano-électronique. Les transistors à effet tunnel (TFET) sont actuellement étudiés comme alternative aux MOSFET parce qu'ils peuvent avoir un plus petit voltage d'entrée, ce qui diminue les pertes. Des simulations montrent que ce voltage pourrait être réduit à 1,7 V, amenant à des pertes bien inférieures à celles des MOSFET et des TFET traditionnels.

Vue d'un anneau hexagonal de silicène, montrant le gauchissement.

## Propriétés physiques et chimiques
Le silicène (contrairement au graphène) n'est pas exactement planaire, les anneaux présentant un gauchissement, ce qui crée des ondulations périodiques de la surface. Il en résulte également une forte interaction entre des plans de silicène adjacents, contrairement à ce qui se passe pour le graphite.
Le gauchissement des hexagones de silicène est une pseudo-distorsion de Jahn-Teller, causée par un couplage vibronique entre les orbitales moléculaires libres et occupées. Ces orbitales ont des énergies assez proches pour causer la distorsion des configurations du silicène présentant un haut degré de symétrie. La structure peut être aplatie en augmentant l'écart entre ces énergies, ce qui supprime la distorsion : on y parvient en adjoignant un ion lithium au silicène .
L'hydrogénation du silicène pour former des silanes est exothermique. Cela amène à la prédiction d'une utilisation possible du silicène pour le stockage de l'hydrogène[réf. souhaitée].
Outre sa compatibilité potentielle avec les techniques actuelles d'utilisation des semi-conducteurs, le silicène présente l'avantage d'avoir des bords ne réagissant pas avec l'oxygène .
En 2012, plusieurs groupes annoncèrent indépendamment l'observation de structures périodiques de silicium à la surface de Ag(111),,. Des résultats provenant de la spectroscopie par photoémission (ARPES) semblaient montrer que le silicène a des propriétés électroniques semblables à celles du graphène, dont une dispersion électronique ressemblant à celle de fermions de Dirac relativistes aux points K de la zone de Brillouin, mais cette interprétation fut par la suite contestée. Cependant, l'existence de fermions de Dirac dans ce cas a été confirmée par des mesures utilisant la spectroscopie à effet tunnel (en).
Des formations de silicène obtenues par épitaxie ont également été observées sur d'autres substrats : le diborure de zirconium ZrB2, et l'iridium. Des études théoriques prédisent par ailleurs que le silicène serait stable sur la surface de cristaux d'aluminium.

## Modifications chimiques du silicène
Des techniques de fonctionnalisation permettent la croissance de silicène organomodifié par l'adjonction de groupes phényle. Cela permet une dispersion uniforme de la structure dans des solvants organiques.
Des simulations de ces nouvelles structures indiquent qu'elles restent stables par hybridation sp3 avec une bande interdite de 1,92 eV (beaucoup plus large que celle du silicium). Il a été également suggéré que la fonctionnalisation avec des groupes phénol serait possible, pour des propriétés analogues.